# Cantonul Saint-Julien-de-Vouvantes
Cantonul Saint-Julien-de-Vouvantes este un canton din arondismentul Châteaubriant, departamentul Loire-Atlantique, regiunea Pays de la Loire, Franța.

## Comune
- La Chapelle-Glain
- Erbray
- Juigné-des-Moutiers
- Petit-Auverné
- Saint-Julien-de-Vouvantes (reședință)